# Мишоподібний опосум карликовий
Мишоподібний опосум карликовий (Marmosa murina) — вид південноамериканських ссавців з родини Опосумові (Didelphidae).

## Поширення
Країни поширення: Болівія; Бразилія; Колумбія; Еквадор; Французька Гвіана; Гаяна; Перу; Суринам; Тринідад і Тобаго; Венесуела. Знаходиться на висоті нижче 1300 м. Цей сумчастий міцно асоціюється з вологими місцями проживання і тропічними вічнозеленими лісами. Він також живе в рослинності вздовж річок і й вторинних лісах. Добре переносить вторинні насадження і порушені території, такі як плантації, поля, сади і населені пункти.

## Морфологія
Довжина тіла близько 11-14.5 см; хвоста — 13.5-21 см; вага в середньому 26 гр. Хутро блідо-буре на верхніх частинах тіла й кремове — на нижніх. На обличчі помітна чорна маска. Хвіст слабо двоколірний. Число хромосом: 2n=14 FN=24.

## Стиль життя
Веде деревний, нічний спосіб життя, комахоїдний, але є універсальним щодо проживання і часто потрапляє в пастки на землі, іноді поблизу людських жител. Його раціон складається з близько двох третин комах та інших дрібних тварин, і одної третини плодів. Самиці терпимі до самців тільки під час тічки; злягання може тривати кілька годин, вагітність займає тринадцять днів. Розмір приплоду в середньому 5.8. Самиця будує гніздо з листя шляхом транспортування устилочного матеріалу її чіпким хвостом. Молодь годується молоком до ваги тіла близько 12 гр.

## Загрози та охорона
Ніяких серйозних загроз не відомо цьому виду. Цей вид зустрічається в ряді охоронних територій у всьому діапазоні поширення.